# 东非战役 (第二次世界大战)
东非战役，亦稱阿比西尼亚战役是第二次世界大战期間東非地區發生的軍事衝突，交戰雙方分別是大英帝国指揮的同盟國軍和義大利王國所率之轴心国軍。義大利於1936年5月征服埃塞俄比亚，意大利首相墨索里尼建立意属东非。1940年6月10日，墨索里尼趁法國崩潰時向英法宣戰，駐紮於利比亚及東非義军開始進攻埃及等地的英軍。1940年8月，意大利军侵入英属索马里兰，並迅速攻佔該地。1941年2月，英軍發動反擊，最終擊潰意属东非。

## 註腳
1. ↑  Brock Katz 2017，第34頁.
2. ↑  Milkias 2011，第58–59 Better source needed頁.
3. ↑  Reybrouck 2014，第132頁.
4. ↑  Stewart 2016，第187頁.
5. ↑  Maravigna 1949，第191頁.
6. ↑  Mackenzie 1951，第23頁.
7. ↑  Playfair 1954，第170頁.